# Black Panties
Black Panties je dvanácté studiové album amerického R&B zpěváka R. Kellyho. Bylo vydáno 10. prosince 2013 u společnosti RCA Records.

## Po vydání
K albu byl vydán singl "My Story" (ft. 2 Chainz), který se umístil na 89. příčce v žebříčku Billboard Hot 100.
V první týden prodeje v USA se prodalo 133 000 kusů alba, a tím debutovalo na čtvrté pozici v žebříčku Billboard 200. Celkem se ho prodalo 302 000 kusů.

## Seznam skladeb
| Pořadí         | Název                           | Hudba                                         | Délka |
| -------------- | ------------------------------- | --------------------------------------------- | ----- |
| 1.             | Legs Shakin' (ft. Ludacris)     | Marz, R. Kelly                                | 4:26  |
| 2.             | Cookie                          | Win, T. Newsome, Rahk, Destin, R. Kelly       | 3:45  |
| 3.             | Throw This Money on You         | Manuel Peters, Daniel Coriglie, Mario Bakovic | 3:40  |
| 4.             | Prelude                         |                                               | 3:11  |
| 5.             | Marry the Pussy                 | Beat Mechanix, R. Kelly                       | 4:14  |
| 6.             | You Deserve Better              | Manuel Peters, Daniel Coriglie, Mario Bakovic | 3:59  |
| 7.             | Genius                          | Bigg Makk, R. Kelly                           | 3:30  |
| 8.             | All the Way (ft. Kelly Rowland) | David Anthony, Rich Nice, R. Kelly            | 3:49  |
| 9.             | My Story (ft. 2 Chainz)         | Nineteen85, R. Kelly                          | 4:26  |
| 10.            | Right Back                      | Devyne, Christopher Clark, R. Kelly           | 3:26  |
| 11.            | Spend That (ft. Young Jeezy)    | DJ Mustard, Mikely Adam, R. Kelly             | 3:42  |
| 12.            | Crazy Sex                       | Cardo, R. Kelly                               | 2:37  |
| 13.            | Shut Up                         | Bigg Makk, R. Kelly                           | 4:03  |
| Celková délka: | Celková délka:                  | Celková délka:                                | 49:09 |

## Mezinárodní žebříčky
| Země                     | Umístění |
| ------------------------ | -------- |
| UK Albums Chart          | 128      |
| US Billboard 200         | 4        |
| US Billboard R&B/Hip-Hop | 2        |